# Theodor von Holleben

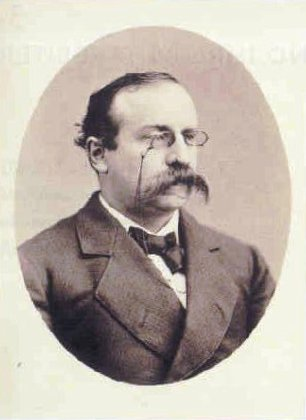
Theodor von Holleben

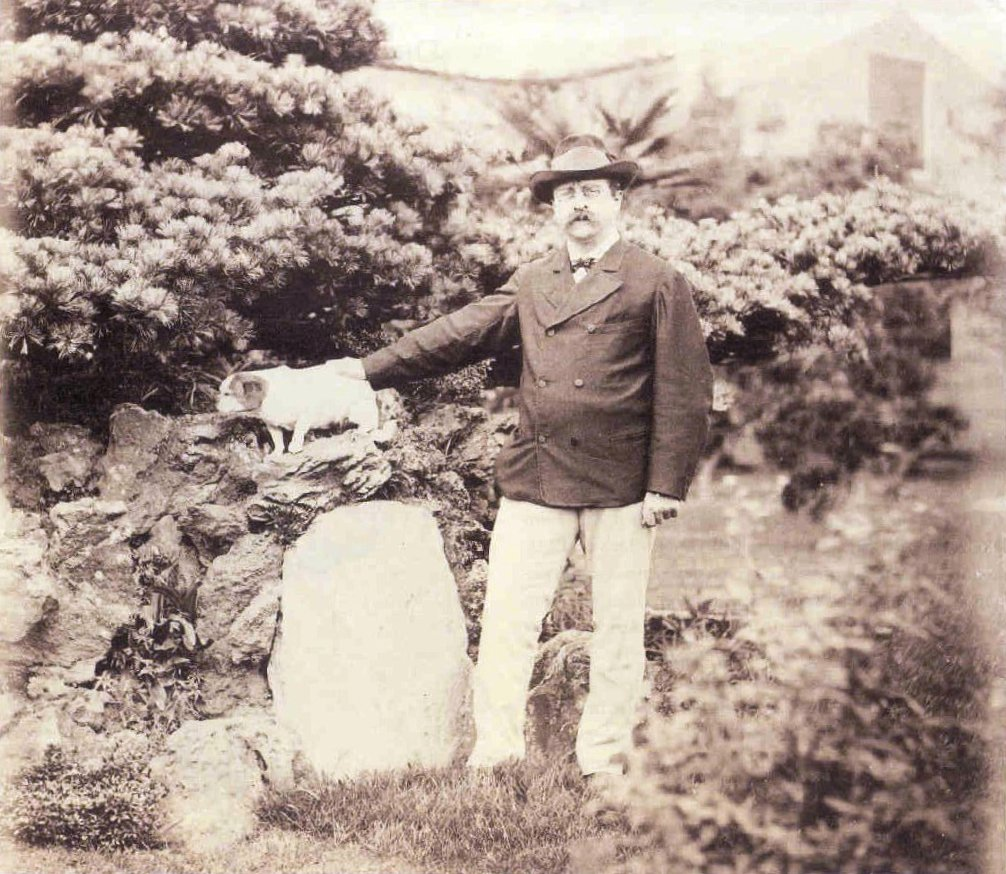
Holleben mit Hund

Theodor von Holleben (* 16. September 1838 in Stettin; † 31. Januar 1913 in Charlottenburg) war ein deutscher Diplomat und Politiker.

## Leben
Holleben entstammte altem Adel in Sachsen und Thüringen. Seine Eltern waren der Oberlandesgerichtsrat Theodor v. Holleben und dessen Ehefrau Berta geb. v. Kunow. Nach dem Abitur am Friedrich-Wilhelms-Gymnasium (Berlin) begann er 1857 an der Ruprecht-Karls-Universität Heidelberg Rechtswissenschaft, Nationalökonomie und Geschichte zu studieren. 1858 wurde er im Corps Vandalia Heidelberg recipiert. Als Inaktiver wechselte er an die Friedrich-Wilhelms-Universität zu Berlin und die Georg-August-Universität Göttingen. Im Dezember 1867 wurde v. Holleben zum Dr. iur. promoviert.
Holleben strebte nach seiner Promotion den Werdegang eines Dozenten für Öffentliches Recht an, wurde aber durch den Ausbruch des Deutsch-Französischen Krieges davon abgehalten und ab dem 1. August 1870 zum Militärdienst eingezogen. Als Teil der Ersatzreserve wurde Holleben nur flüchtig ausgebildet und schließlich, trotz seines im Vergleich höheren Alters, zum Leib-Garde-Husaren-Regiment überstellt, das zu dieser Zeit bereits vor Paris lag. Mit dieser Einheit nahm Holleben an der Belagerung von Paris (1870–1871) sowie an der Schlacht an der Hallue, der Schlacht bei Bapaume und der Schlacht bei Saint-Quentin (1871) teil. Für seine Verdienste erhielt Holleben das Eiserne Kreuz II. Klasse. Noch 1871 wurde Holleben zum Sekonde-Lieutenant, im September 1872 zum Premier-Lieutenant der Reserve befördert. Jahre später erfolgte dann im August 1889 noch die Beförderung zum Rittmeister der Reserve.
Bis Februar 1872 blieb Holleben an der Front in Frankreich und wurde anschließend nach einer Initiative Bismarcks und Moltkes zur Dienstleistung in das Auswärtige Amt kommandiert. Holleben strebte dort eine Karriere im Auslandsdienst an und wurde entsprechend Anfang 1873 à la suite seines Regiments gestellt und als Vertretung des erkrankten dortigen Gesandten nach China entsandt. Dort wurde er 1874 zunächst Legationssekretär und dann kaiserlicher Geschäftsträger in Peking. Im April 1875 kam Holleben als Geschäftsträger kurzzeitig nach Tokio. Bereits im Dezember des gleichen Jahres übergab er die Geschäfte an Karl von Eisendecher (1841–1934). Im Jahr darauf wurde er dann zum kaiserlichen Ministerresidenten der La-Plata-Staaten Argentinien, Uruguay und Paraguay mit Sitz in Buenos Aires ernannt. Die Position behielt Holleben bis Herbst 1885, unterbrochen wurde seine Diensttätigkeit allerdings 1878 und 1882/83 durch längere Aufenthalte in Deutschland, wo er in der politischen Abteilung und in der handelspolitischen Abteilung des Auswärtigen Amtes tätig war.
In seiner Stellung in Südamerika knüpfte Holleben wertvolle diplomatische Kontakte mit den Nationen seines Dienstbereiches und ermöglichte damit auch die Steigerung der deutschen Handelsvolumina mit diesen Staaten. In der Argentinischen Revolution von 1880 fungierte Holleben als Präsident des vom Diplomatischen Corps in Buenos Aires eingesetzten Ausschusses zur Wahrung der Interessen ausländischer Bürger. Parallel zur Repräsentanz des Deutschen Reiches war Holleben außerdem zeitweise auch als Vertreter Österreich-Ungarns sowie Spaniens tätig. Für diese Tätigkeiten erhielt er einige hohe Orden der beiden Länder.
Im Oktober 1885 kehrte Holleben als Gesandter nach Tokio zurück. Zu dieser Zeit war dort die „Bewegung für Freiheit und Volksrechte“ aktiv, die mit ihrer Forderung nach Einrichtung einer gewählten Volksvertretung sowie einer Verfassung die Hinwendung Japans zu einem modernen Staatswesen auch nach deutschem Vorbild vorantrieb. Holleben spielte hierbei eine aktive Rolle. Unterstützung erfuhr er hier durch den mit ihm befreundeten deutschen Juristen und Dozenten von der Universität Tokyo Heinrich Weipert (1856–1905). Er vermittelte den Kontakt zum deutschen Architekten Hermann Muthesius (1861–1927) für den Bau der deutsch-evangelische Kirche in Tokio und legte dafür zu Beginn der Bauaktivitäten den Grundstein. Ab 1886 führte den Vorsitz der Deutschen Gesellschaft für Natur- und Völkerkunde Ostasiens bis 1891, deren Ehrenmitglied er nach seiner Abreise aus Japan wurde.
1891 wurde Holleben dann als Gesandter in die Vereinigten Staaten versetzt, wo er die Weltausstellung 1893 in Chicago mit vorbereitete. nach dem Ende der Ausstellung ging er 1893 ebenfalls als Gesandter an den Stuttgarter Hof des Königreichs Württemberg. 1895 wurde er Wirklicher Geheimrat. In den Jahren 1897 bis 1903 war er als kaiserlich deutscher Botschafter erneut in den Vereinigten Staaten tätig, wobei er in den sogenannten Champagnerkrieg verwickelt wurde. Seit 1904 war er Vizepräsident der Deutschen Kolonialgesellschaft. Von 1906 bis zu seinem Tod im Jahr 1913 war er Mitglied des Preußischen Herrenhauses. Im Jahr 1910 unternahm Holleben eine mehrmonatige Ostasienreise durch China und Japan.